# Ferdinand Dahlberg

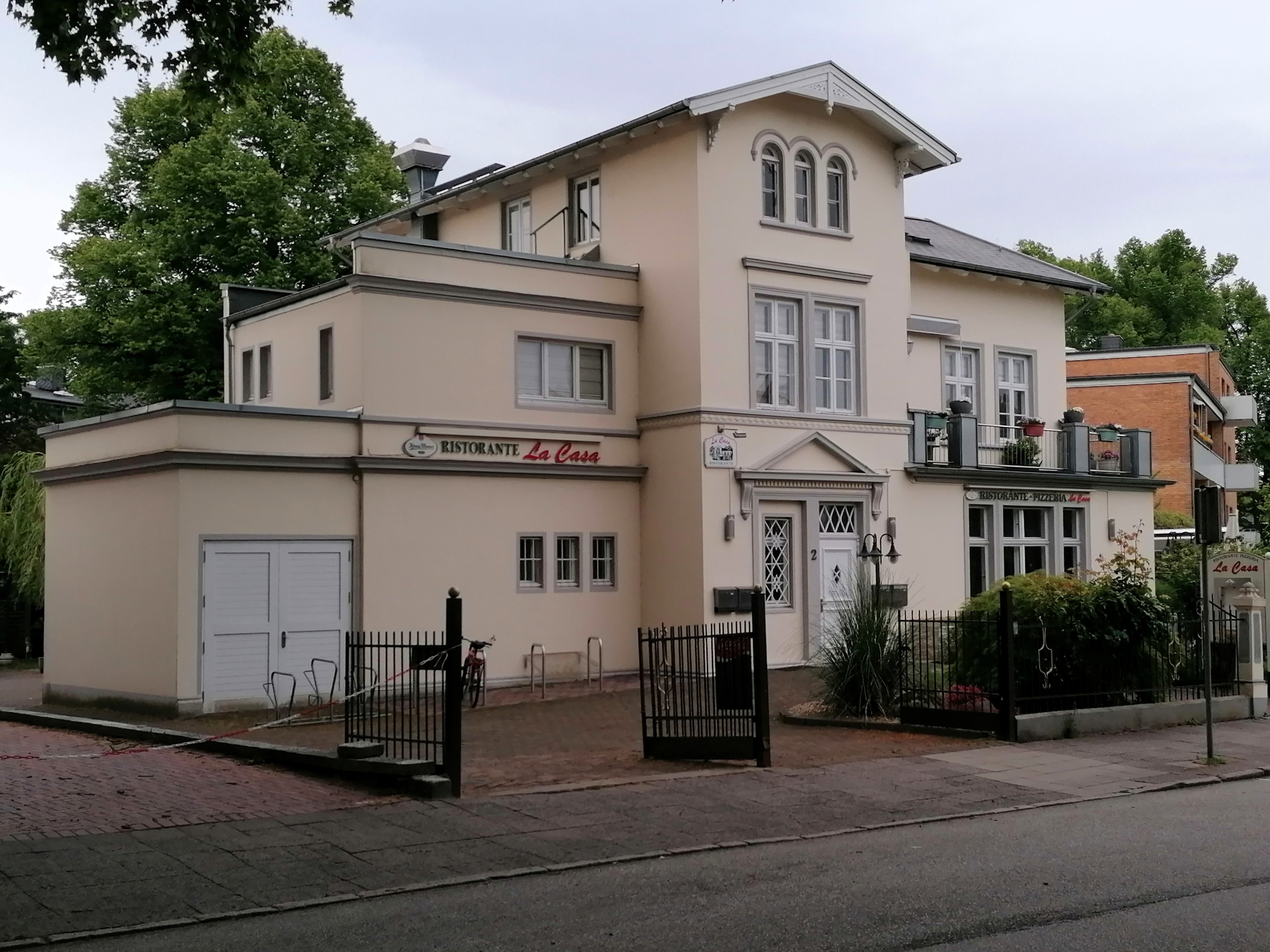
Dahlbergische Villa 2025 Am Burgfeld 2

Gottlieb Johann Ferdinand Dahlberg (* 9. Dezember 1821 in Lübeck; † 10. April 1891 ebenda) war ein lübeckischer Unternehmer und Mitglied der Bürgerschaft.

## Leben

### Herkunft
Ferdinand war ein Sohn von Peter Andreas Dahlberg. Die Familie wohnte in der oberen Hüxstraße 322 und handelte mit wollenen und baumwollenen Garn und Strümpfen. Nach dem Tod seines Vaters führte die Witwe das Geschäft vorerst weiter.

### Laufbahn

Alfstraße 28, 27 und 26

1854 wurde Dahlberg Mitglied der Kaufmannschaft, 1858 schloss er das elterliche Geschäft und gründete die im Commissions- und Speditionshandel angesehen werdende Handlungsfirma Ferd. Dahlberg & Co. mit einem Lager en gros in der Alfstraße 26 (Da sich Im Verlaufe des 19. Jahrhunderts die Quartiers-Hausnummern als immer unpraktischer erwiesen, erließ der Senat am 20. Mai 1884 eine Verordnung, mit der das System der straßenweisen Orientierungsnummern, bei denen eine Straßenseite die ungeraden und die andere die geraden Gegenstücke trägt, für ganz Lübeck, also Innenstadt und Vorstädte, eingeführt wurde. Dieses Nummerierungssystem ist bis heute gültig. In der Alfstraße wurde aus der 36 die 26). Namentlich im Handel mit russischen Produkten wie Hanf, Flachs oder Leinsamen.
Mit der Gründung seines Unternehmens verzog man in die Alfstraße 40. Demoiselle Dahlberg verzieht 1859 an den Kohlmarkt Ecke Sandstraße 270, Johannes 1860 in die Königstraße 871. Dahlberg zog 1865 als letzter aus der Alfstraße 40. Er zog zum Brink und 1867 in die neue erbaute Villa Am Burgfeld 2. Seine Familie zog mit seiner Schwester, da das Gebäude in der Sandstraße abgerissen werden sollte, zusammen dorthin.
Das ihm entgegengebrachte Zutrauen seiner Sachkenntnis und seiner Unparteilichkeit, ging aus den Ehrenämtern hervor, zu denen ihn der Senat berief.
In den wichtigen städtischen Verwaltungen ist Dahlberg ein geachtetes und geschätztes Mitglied gewesen und gehörte als Delegierter der Vorstadt St. Gertrud zu denen, welchen die Einrichtung der vorstädtischen Brandassekuranzkasse ihre Entstehung verdankte.
Auf Veranlassung von Ferdinand Fehling und unter Hinzuziehung Johannes Albrecht Suckau hielten am 10. Dezember 1876 Delegierte der drei Vorstädte, Dahlmann und Rud. Carl Müller für St. Getrud, eine Besprechung betreffend der Feuerversicherung der Gebäude (Brandassekuranzkasse) in den Vorstädten. Beschlossen wurde, zur Herbeiführung derselben eine Eingabe an das Brandassecuranzdepartement mit einer Darlegung der Bedingungen und Modalitäten, unter welchen eine solche abgeschlossen werden könne, zu machen.
Nach langem schmerzhaften Krankenlager verstarb am 13. Oktober 1888 sein Bruder und Teilhaber Johannes 62jährig und Ferdinand war von nun an der alleinige Inhaber der Firma.
Nach schwerem Krankenlager verstarb er 69-jährig.

### Kaufmannschaft
Durch den Senats-Protokoll-Auszug vom 5. Februar 1876 wurde die Handelskammer dazu aufgefordert, sich gutachtlich über einen Bericht und Antrag zu äußern, den die Senats-Commission für Zoll-Angelegenheiten an den Senat gerichtet und der die Erhöhung der für die Benutzung der öffentlichen Niederlage zu zahlenden Lagergeldes zum Gegenstand hat. Sie bildete hierfür aus Dahlberg, J. A. Wolpmann, Paul Ernst Reimpell, Heinr. Ferd. Friedr. Schweighoffer und Carl Hinrich Friedrich Buck eine Kommission. Auf der Versammlung des 21. Juni 1876 wurden für den aus der Kammer scheidenden Dahlberg Georg Carl Hahn, Joach. Heinr. Heitmann und Aug. Heinr. Pet. Wohlert vorgeschlagen.
An Stelle des abtretenden zweiten Stellvertreters des Präses, Dahlberg, wurde Heinrich Mann im Juli 1876 für die beiden nächsten Jahre gewählt.
Ende Juni 1877 sollte die Neuwahl der des Präses stattfinden. Zur Auswahl standen Amtsinhaber Suckau, Carl William Freese und Dahlberg. Zur Wahl erschienen am 22. Juni 1877 93 Mitglieder. Suckau erhielt 75, Freese 7 und Dahlberg 11 Stimmen.
Für die am 28. Juni 1878 stattfindenden Neuwahlen wurden am 14. Juni den ordnungsgemäß aus der Handelskammer abtretenden Heinr. Phil. Christ. Kasch Dahlberg, Heinrich Theodor Buck und Wilhelm Fehling vorgeschlagen. Der Präses hieß am 2. Juli die Neuerwählten Mitglieder der Kammer willkommen. Diese unterzeichneten den nach § 11 der Kaufmanns-Ordnung erforderlichen Revers. Im Juli 1879 wurde Dahlberg dem Börsenausschuss, sowie Dahlberg und Friedrich Heinrich Bertling dem Schifffahrtsausschuss der Kammer zugeteilt. Im Juli 1881 wurde Dahlberg an Stelle von Georg Wilhelm Stange zum ersten Stellvertreter des Vorsitzenden der Handelskammer erwählt. Fehling ersetzte ihn 1883. Zur Ergänzungswahl der Mitglieder der Handelskammer am 27. Juni 1884 wurden für Joh. Aug. Ernst Kayser Dahlberg, Reimpell und Carl Stolterfoth vorgeschlagen. Auf jener Versammlung wurde Hermann Lange mit 35 Stimmen an Stelle von Dahlberg gewählt.
In der Versammlung am 10. November 1879 wurde ein Schreiben des Dampfschiffsreeders Henry Koch vom 8. vorgelegt. In jenem erbot er sich von Neuem, die Dampfschiffe der Handelskammer zu kaufen und dagegen gewisse Verpflichtungen hinsichtlich des Bugsierdienstes zu übernehmen. Man verwies die Vorlage an den Bugsierausschuss und beschloss diesen durch die Handelskammermitglieder Stange, Lange, Bertling und Dahlberg zu verstärken.
Am 21. November 1880 wurde Dahlberg zum Mitglied der neuen Kommission zur Beratung der Frage der Einrichtung einer Kaufleute-Witwen-Kasse gewählt.

### Wirtschaftförderer

Privatbank

Commerz-Bank

Am 27. Februar 1874 wurde an Stelle des ausscheidenden Dahlberg Friedrich Ewers zum Mitglied des Verwaltungsrates gewählt.
Die „Lübecker Dampffschifffahrts-Gesellschaft“ ist unter der Direktion der Herren August Rehder, Hans Joach. Damm und W. Schernikau stehende „Hanseatische Dampffschifffahrts-Gesellschaft“ erweitert worden. Diese sollte eine regelmäßige Dampfschifffahrt zwischen Lübeck und den nordischen Ländern – Petersburg, Reval, Riga und Libau – herstellen. Auf der Generalversammlung am 27. März 1880 wurde an Stelle von Suckau Dahlberg zum Revisor erwählt.
An Stelle des verstorbenen Christ. Arn. Behn wurde Dahlberg zum Mitglied der Direktion der Lübeck-Büchener Eisenbahn-Gesellschaft gewählt. An dessen Stelle im Ausschuss erwälte man Emil Wolpmann.
Auf der Generalversammlung der Deutschen Lebensversicherungsgesellschaft zu Lübeck am 8. Mai 1884 wurde an Stelle des verstorbenen Senators Schroeder Dahlberg zum Mitglied des Aufsichtsrates gewählt. Auf der Generalversammlung nach Dahlbergs Tod wurde an seine Stelle Buck erwählt.
Dahlberg war Aufsichtsratsmitglied bei der Commerz-Bank. Als solches führte er am 21. Juni 1886 in Vertretung des erkrankten Senators Johannes Fehling auf der Generalversammlung, zu der 69 Aktionäre erschienen waren, den Vorsitz. Er stellte den gedruckt vorliegenden Statuten-Entwurf erneut zur Beratung. Mit unwesentlichen Veränderungen wurde er angenommen. Bei den im Anschluss vorgenommenen Wahlen wurde Dahlberg mit über 1800 Stimmen gewählt. Der beschlossene Entwurf trat, sobald die Eintragung ins Handelsregister erfolgt war, am 1. Juli in Kraft. Auf der Generalversammlung am 25. Februar 1892 wurden im Aufsichtsrat für den verstorbenen und Robert Peacock Georg Arnold Behn und Alfred Brattström gewählt.
Auf der Generalversammlung der Lübecker Seeversicherungs-Gesellschaft von 1859 am 25. März 1888 wurde Dahlberg an Stelle von Tegtmeyer in den Aufsichtsrat gewählt.

### Politik
Nachdem die Handelskammer an den Senat 1874 den Antrag auf Bildung einer gemeinsamen Kommission von Mitgliedern beider Körperschaften zur Beratung der Förderung der Hafenbauten gerichtet hatte, ging dieser auf diesen ein und delegierte zu jenem die Senatoren Johann Daniel Eschenburg, Wilhelm Brehmer und Hermann Rittscher. Die Handelskammer entsandte Suckau, Dahlberg und Joh. Heinr. Wilh. Hamann. In seinem Antwortschreiben erklärte der Senat, dass die Kommission ihre Aufmerksamkeit auch auf die Erbauung einer direkten Eisenbahn nach Travemünde, zu welcher sich die LBEG bereiterklärt hätte, zu richten habe.
Bei der Bürgerschaftswahl am 20. Juni 1877 für den I. Wahlbezirk (Jakobi Quartier und Vorstadt St. Gertrud) wurde er in die Bürgerschaft, der er seit 1859 angehörte, als einer der sieben Vertreter wiedergewählt. Von 1255 Bürgern übten 206 ihr Wahlrecht aus. Dahlberg erhielt 168 Stimmen.
Im Mai 1881 stellte eine Versammlung von Bürgerschaftsmitgliedern zur Aufstellung einer Kandidatenliste für die Bürgerschaftswahlen in der sich Dahlberg als einer der zehn Bürger Kooptierte.
Bei der Bürgerschaftswahl am 23. Juni 1883 beteiligten sich von 1097 Wahlberechtigten 722 (66 %) an der Wahl. Dahlberg, der für den Vaterstädtische Verein (53 %) antrat, erhielt mit 582 die meisten Stimmen.
Auf der am 18. Juni 1889 im Wahlbezirk stattgefundenen Wahl 8 Vertretern wurden sämtliche Kandidaten vom Vaterstädtischen Verein, also auch Dahlberg, wieder erwählt.

#### Bürgerausschuss
Auf der Versammlung am 19. Juli 1876 wurde der an die Bürgerschaft zu richtende und zunächst der Begutachtung des Bürgerausschusses verstellte Senatsantrag bzgl. der Abänderung des §49 der Hypothekenordnung dahin, dass Vormündern gestattet werden sollte, die Gelder ihrer Mündel schon bis zum halben Wert in Grundstücken anzulegen, wurde an eine aus Peacock, Emil Heinr. Alexand. Otto, Brehmer, Dahlberg und Wilhelm Gaedecke gebildete Kommission überwiesen.
Am 30. Januar 1878 wurde der Senatsantrag auf Bewilligung von 27.400 Mk zur Herstellung von Wegen beim Bäumerhaus wurde an eine aus Dahlberg, Hans Aug. Otto Aschenfeldt und Friedr. Wilh. Schwartzkopf bestehende Kommission verwiesen.
Durch die am 21. Juli 1879 vorgenommenen Ergänzungswahlen für den Bürgerausschuss wurde Dahlberg als eines seiner 15 Mitglieder erwählt.
Auf dem Bürgerausschuss am 15. September 1880 wurde ein Antrag betreffend der Gemeindeordnung für das Städtchen Travemünde an eine Kommission, der Dahlberg als Ersatzmann angehörte, überwiesen.

#### Bürgerlicher Deputierter
Der Bürgerausschuss erwählte Dahlberg am 9. April 1870 zum Bürgerlichen Deputierten bei der Rechnungs-Revisions-Deputation an Stelle des verstorbenen Wilhelm Colsmann. Am 15. März 1876 wählte er an Stelle des abtretenden Dahlberg Ernst Schön.
Betreffend Ausgleichung der Baurechnung für das Jahr 1878 wurde nach § 40 des Gerichtsverfassungsgesetzes für das Deutsche Reich bzgl. der Senatsanträge am 11. Juni 1879 sieben Vertrauensmänner mit absoluter Majorität gewählt. Einer von diesen war Dahlberg.
Der Senat hat beim Finansdepartement an Stelle der abtretenden Johannes Erasmi und Wilhelm Fehling, Dahlberg und Hermann Wilhelm Fehling erwählt. Beide bestätigte der Senat am 3. Mai 1879.
Am 16. Juni 1880 wählte der Senat Dahlberg an Stelle des abtretenden Georg Eduard Tegtmeyer in die Vorsteherschaft des Wollmagazins. Herm. Carl Eduard Borgwaldt wurde auf Beschluss des Senates vom 3. Juli 1886 sein Nachfolger.
Am 14. Juni 1884 wählte der Senat Dahlberg an Stelle des abtretenden Suckau zum Deputierten bei der Baudeputation. An seine Stelle wurde 1890 Alb. Carl Rud. Aug. Grube erwählt.

##### Johannes
Im Januar 1871 wählte der Senat Johannes Dahlberg zum Stellvertreter der Kreis-Ersatz-Commission.
Im Oktober 1872 erwählt der Senat Dahlberg an Stelle des abtretenden Johannes Hermann Evers zum Bürgerlichen Deputierten bei der Vorsteherschaft des Irrenhauses. Ernst Heinr. Gottl. Achilles wird vom Senat am 2. Oktober 1880 an seine Stelle erwählt. Für den verstorbenen Dahlberg erwählte der Senat im Dezember 1888 August Brehmer.
Für den 1887 bei der Verwaltungsbehörde für städtische Gemeinde-Anstalten abtretenden Johannes Dahlberg schlug der Senat Gust. Ludw. Hinr. Behrns, Max Jenne und Otto Gusmann vor.

#### Richter
Im Dezember 1869 erwählte der Senat Cay Dietrich Lienau, Freese und Dahlberg in Stelle der ausscheidenden Carl Bruhns, Johann Wilhelm Colsmann und Joh. Matth. Leop. Siemßen für die Jahre 1870 bis einschließlich 1875 zu kaufmännischen Richtern des Obergerichtes. Auf Grund des § 29 der Verordnung vom 3. Februar 1879, die Ausführung des Gerichtsverfassungsgesetzes betreffend, wählte der Senat nach weiteren fünf Jahren nun für die Jahre 1880, 1881 und 1882 die Handelsrichter. Der Senat erwählte für die beim Landgericht zu bildende Kammer für Handelssachen für die ersten drei Geschäftsjahre ab 1879/1880 Gottlieb Johann Ferdinand Dahlberg, Hermann Ersami, Freese, Wilhelm Heinrich Heyke, Carl Heinr. Müller und Carl Wilh. Weber zu Handelsrichtern.

#### Beisitzer
Auf Grund der Bestimmungen im § 7 des Reichsgesetzes vom 27. Juli 1877, betreffend die Untersuchung von Seeunfällen, sowie der unterm 17. Dezember zu diesem Gesetze erlassenen Ausführungsverordnung hat der Senat die Liste der Beisitzer des Seeamtes für 1878 festgestellt. Auf jener Liste war Dahlberg einer von ihnen.
Auf Grund der Bestimmungen in dessen §§ 8 und 10 nahm der Senat Dahlberg auch in die Liste der Beisitzer des Seeamtes für 1881 auf.

#### Deutscher Handelstag
Auf das Ersuchen des bleibenden Ausschusses des Deutschen Handelstages vom 21. Oktober 1875 über
1. welchen Einfluß das System der Handelsverträge auf die Entwicklung der in Lübeck vertretenen Industrie und auf die des Lübeckischen Handels gehabt hätte
2. welche Tarifpositionen im Interesse der dort vertretenen Industrie und des Lübeckischen Handels die Aufmerksamkeit der Reichsbehörden besonders zu lenken wären

wurde zur Vorbereitung der Handelskammerklärung eine aus Freese, J. A. Wolpmann, Dahlberg, Franz Jac. Jos. Theod. Deuster. Heinr. Ferd. Friedr. Schweighofer und Paul Ernst Reimpell gebildete Kommission eingesetzt.
Der Handelstagsausschuss beabsichtigte, das eingehende Material zu ordnen und zur Berichterstattung für den Ausschuss und das Reichskanzleramt vorbereiten zu lassen.

### Gesellschaft zur Beförderung gemeinnütziger Tätigkeit
Auf der Generalversammlung der Gesellschaft Harmonie am 22. Oktober 1870 wurde Dahlberg zum Revisor der Kassen-Rechnung erwählt.
Auf der am 14. November 1871 abgehaltenen Versammlung der Gesellschaft zur Beförderung gemeinnütziger Tätigkeit wurde Johannes Dahlberg zum Mitglied des Ausschusses zur Annahme neuer Mitglieder gewählt. Dieser beriet am 27. Februar 1873 über den Entwurf neuer Gesellschaftsstatuten.
Auf der Versammlung am 15. Februar 1876 wurde für den 22. die Neuwahl zweier Verwalter der Seemannskasse angekündigt. Für die turnusmäßig ausscheidenden Johannes Fehling und Johannes Dahlberg wurden für letzteren Ferdinand Dahlberg, Fehling und Schiffsmakler Heinrich Gaedertz vorgeschlagen. Gaedertz ist erwählt worden.

### Familie
Am 7. August 1860 heiratete Dahlberg Dorothea Maria aus Reval. Sie war eine 1838 dort geborene Tochter des 1848 in Sankt Petersburg verstorbenen Violoncellisten Johann Benjamin Groß. Das Paar hatte vier Kinder. 
Am 10. September 1884 rettete sein Sohn, der Kaufmannslehrling Georg Dietrich (1863–1928), einen in die Wakenitz gefallenen sechsjährigen Jungen vor dem Ertrinken. Der Senat verlieh ihm hierfür die silberne Medaille für Rettung aus Gefahr. Später wanderte er in die Vereinigten Staaten aus. Er heiratete in eine Pianisten-Familie, war ein angesehener Musiker und lebte in Saint Paul.
Seine Tochter Anna heiratete 1887 Heinrich Sievers.
Seine ältere bei ihm wohnende Schwester, Demoiselle Johanna Marie Luise Dahlberg, verstarb im gleichen Monat kurz nach ihm.

## Referenzen
1. ↑  Eine Handlungsfirma ist ein Unternehmen, das sich auf den Handel mit Waren spezialisiert. Sie kauft Produkte ein, um diese anschließend weiterzuverkaufen, meist ohne eigene Produktion oder wesentliche Bearbeitung der Waren.
2. ↑  siehe Lübecker Hausnummern
3. ↑  Rud. Carl Müller war Eigentümer des Gutes Brandenbaum.
4. ↑  Local- und vermischte Notizen. In: Lübeckische Blätter, 18. Jahrgang, Nummer 100, Ausgabe vom 13. Dezember 1876, S. 598.
5. ↑  Local- und vermischte Notizen. In: Lübeckische Blätter, 30. Jahrgang, Nummer 83, Ausgabe vom 14. Oktober 1888, S. 502.
6. ↑  Versammlung der Handelskammer. In: Lübeckische Blätter, 18. Jahrgang, Nummer 15, Ausgabe vom 20. Februar 1876, S. 90–91.
7. ↑  Versammlung der Handelskammer. In: Lübeckische Blätter, 18. Jahrgang, Nummer 50, Ausgabe vom 21. Juni 1876, S. 290–291.
8. ↑  Local- und vermischte Notizen. In: Lübeckische Blätter, 18. Jahrgang, Nummer 54, Ausgabe vom 5. Juli 1876, S. 312.
9. ↑  Local- und vermischte Notizen. In: Lübeckische Blätter, 19. Jahrgang, Nummer 45, Ausgabe vom 6. Juni 1877, S. 252.
10. ↑  Bürgerschaftswahl. In: Lübeckische Blätter, 19. Jahrgang, Nummer 50, Ausgabe vom 24. Juni 1877, S. 283.
11. ↑  Local- und vermischte Notizen. In: Lübeckische Blätter, 20. Jahrgang, Nummer 48, Ausgabe vom 16. Juni 1878, S. 284.
12. ↑  Versammling der Handelskammer. In: Lübeckische Blätter, 20. Jahrgang, Nummer 55, Ausgabe vom 10. Juli 1878, S. 322.
13. ↑  Local- und vermischte Notizen. In: Lübeckische Blätter, 21. Jahrgang, Nummer 55, Ausgabe vom 9. Juli 1879, S. 320.
14. ↑  Local- und vermischte Notizen. In: Lübeckische Blätter, 23. Jahrgang, Nummer 54, Ausgabe vom 6. Juli 1881, S. 312.
15. ↑  Handelskammer. In: Lübeckische Blätter, 25. Jahrgang, Nummer 51, Ausgabe vom 27. Juni 1883, S. 299–300.
16. ↑  Local- und vermischte Notizen. In: Lübeckische Blätter, 26. Jahrgang, Nummer 43, Ausgabe vom 28. Mai 1884, S. 268.
17. ↑  Versammlung der Kaufmannschaft. In: Lübeckische Blätter, 26. Jahrgang, Nummer 52, Ausgabe vom 29. Juni 1884, S. 323.
18. ↑  Versammlung der Handelskammer. In: Lübeckische Blätter, 21. Jahrgang, Nummer 93, Ausgabe vom 19. November 1879, S. 526.
19. ↑  Versammlung der Kaufmannschaft. In: Lübeckische Blätter, 22. Jahrgang, Nummer 93, Ausgabe vom 21. November 1880, S. 538–539.
20. ↑  Local- und vermischte Notizen. In: Lübeckische Blätter, 16. Jahrgang, Nummer 17, Ausgabe vom 1. März 1874, S. 108.
21. ↑   Local- und vermischte Notizen. In: Lübeckische Blätter; 14. Jg., Nummer 8, Ausgabe vom 28. Januar 1872, S. 40.
22. ↑  Local- und vermischte Notizen. In: Lübeckische Blätter, 22. Jahrgang, Nummer 25, Ausgabe vom 28. März 1880, S. 152.
23. ↑  Local- und vermischte Notizen. In: Lübeckische Blätter, 22. Jahrgang, Nummer 30, Ausgabe vom 14. April 1880, S. 180.
24. ↑  Die Deutsche Lebensversicherungs-Gesellschaft zu Lübeck ist 1828 gegründet worden. Als Aktiengesellschaft wurde sie 1927 von der Allianz übernommen.
25. ↑  Local- und vermischte Notizen. In: Lübeckische Blätter, 26. Jahrgang, Nummer 38, Ausgabe vom 11. Mai 1884, S. 240.
26. ↑  Local- und vermischte Notizen. In: Lübeckische Blätter, 33. Jahrgang, Nummer 37, Ausgabe vom 10. Mai 1891, S. 226.
27. ↑  Local- und vermischte Notizen. In: Lübeckische Blätter, 28. Jahrgang, Nummer 44, Ausgabe vom 22. Juni 1886, S. 256.
28. ↑  Local- und vermischte Notizen. In: Lübeckische Blätter, 34. Jahrgang, Nummer 17, Ausgabe vom 28. Februar 1892, S. 104.
29. ↑  Local- und vermischte Notizen. In: Lübeckische Blätter, 30. Jahrgang, Nummer 26, Ausgabe vom 26. März 1888, S. 152.
30. ↑  Local- und vermischte Notizen. In: Lübeckische Blätter, 16. Jahrgang, Nummer 48, Ausgabe vom 17. Juni 1874, S. 284.
31. ↑  Bürgerschaftswahl. In: Lübeckische Blätter, 19. Jahrgang, Nummer 49, Ausgabe vom 20. Juni 1877, S. 252.
32. ↑  Local- und vermischte Notizen. In: Lübeckische Blätter, 23. Jahrgang, Nummer 36, Ausgabe vom 4. Mai 1881, S. 212.
33. ↑  Bürgerschaftswahl im Jakobi Quartier und in der Vorstadt St. Gertrud. In: Lübeckische Blätter, 25. Jahrgang, Nummer 50, Ausgabe vom 24. Juni 1883, S. xxx.
34. ↑  Local- und vermischte Notizen. In: Lübeckische Blätter, 31. Jahrgang, Nummer 49, Ausgabe vom 19. Juni 1889, S. 280.
35. ↑  Versammlung des Bürgerausschusses. In: Lübeckische Blätter, 18. Jahrgang, Nummer 67, Ausgabe vom 20. August 1876, S. 334–335.
36. ↑  Bäumer ist ein Wohnstättenname für jemanden, der an einem auffälligen Baum wohnt.
37. ↑  Bürgerausschuß am 30. Januar. In: Lübeckische Blätter, 20. Jahrgang, Nummer 9, Ausgabe vom 30. Januar 1878, S. 50.
38. ↑  Dr. R. O.: Verhandlungen der Bürgerschaft. In: Lübeckische Blätter, 21. Jahrgang, Nummer 60, Ausgabe vom 27. Juli 1879, S. 338–339.
39. ↑  Bürgerausschuß am 15. Sept. In: Lübeckische Blätter, 22. Jahrgang, Nummer 74, Ausgabe vom 15. September 1880, S. 422–423.
40. ↑  Local- und vermischte Notizen. In: Lübeckische Blätter, 12. Jahrgang, Nummer 14, Ausgabe vom 16. Februar 1870, S. 80.
41. ↑  Bürgerausschuß am 11. Juni. In: Lübeckische Blätter, 21. Jahrgang, Nummer 47, Ausgabe vom 11. Juni 1879, S. 272.
42. ↑  Local- und vermischte Notizen. In: Lübeckische Blätter, 15. Jahrgang, Nummer 36, Ausgabe vom 7. Mai 1873, S. 200.
43. ↑  Local- und vermischte Notizen. In: Lübeckische Blätter, 21. Jahrgang, Nummer 37, Ausgabe vom 7. Mai 1879, S. 216.
44. ↑  Local- und vermischte Notizen. In: Lübeckische Blätter, 22. Jahrgang, Nummer 49, Ausgabe vom 20. Juni 1880, S. 291.
45. ↑  Local- und vermischte Notizen. In: Lübeckische Blätter, 28. Jahrgang, Nummer 54, Ausgabe vom 7. Juli 1886, S. 312.
46. ↑  Local- und vermischte Notizen. In: Lübeckische Blätter, 26. Jahrgang, Nummer 50, Ausgabe vom 22. Juni 1884, S. 312.
47. ↑  Local- und vermischte Notizen. In: Lübeckische Blätter, 32. Jahrgang, Nummer 49, Ausgabe vom 18. Juni 1890, S. 295.
48. ↑  Local- und vermischte Notizen. In: Lübeckische Blätter, 13. Jahrgang, Nummer 40, Ausgabe vom 22. Januar 1871, S. 40.
49. ↑  Local- und vermischte Notizen. In: Lübeckische Blätter, 14. Jahrgang, Nummer 81, Ausgabe vom 9. Oktober 1872, S. 448.
50. ↑  Local- und vermischte Notizen. In: Lübeckische Blätter, 22. Jahrgang, Nummer 80, Ausgabe vom 6. Oktober 1880, S. 460.
51. ↑  Local- und vermischte Notizen. In: Lübeckische Blätter, 30. Jahrgang, Nummer 98, Ausgabe vom 5. Dezember 1888, S. 589.
52. ↑  Local- und vermischte Notizen. In: Lübeckische Blätter, 29. Jahrgang, Nummer 50, Ausgabe vom 22. Juni 1887, S. 268.
53. ↑  Local- und vermischte Notizen. In: Lübeckische Blätter, 11. Jahrgang, Nummer 102, Ausgabe vom 22. Dezember 1869, S. 588.
54. ↑  Local- und vermischte Notizen. In: Lübeckische Blätter, 24. Jahrgang, Nummer 102 vom 20. Dezember 1882, S. 384.
55. ↑  Local- und vermischte Notizen. In: Lübeckische Blätter, 21. Jahrgang, Nummer 68 vom 24. August 1879, S. 384.
56. ↑  Local- und vermischte Notizen. In: Lübeckische Blätter, 19. Jahrgang, Nummer 102, Ausgabe vom 23. Dezember 1877, S. 591–592.
57. ↑  Löcal- und vermischte Notizen. In: Lübeckische Blätter, 22. Jahrgang, Nummer 100, Ausgabe vom 15. Dezember 1880, S. 580.
58. ↑  Bürgerausschuß am 17. November. In: Lübeckische Blätter, 17. Jahrgang, Nummer 92, Ausgabe vom 17. November 1875, S. 518–520.
59. ↑  Local- und vermischte Notizen. In: Lübeckische Blätter, 12. Jahrgang, Nummer 86, Ausgabe vom 26. Oktober 1870, S. 468.
60. ↑  Local- und vermischte Notizen. In: Lübeckische Blätter, 13. Jahrgang, Nummer 92, Ausgabe vom 15. November 1871, S. 512.
61. ↑  Local- und vermischte Notizen. In: Lübeckische Blätter, 15. Jahrgang, Nummer 16, Ausgabe vom 28. Februar 1873, S. 92.
62. ↑  Gesellschaft zur Beförd. gemeinnütz. Thätigkeit. In: Lübeckische Blätter; 18. Jg., Nummer 14, Ausgabe vom 16. Februar 1876, S. 84.
63. ↑  Gesellschaft zur Beförd. gemeinnütz. Thätigkeit. In: Lübeckische Blätter; 18. Jg., Nummer 16, Ausgabe vom 23. Februar 1876, S. 96.
64. ↑  Local- und vermischte Notizen. In: Lübeckische Blätter, 26. Jahrgang, Nummer 74, Ausgabe vom 21. September 1884, S. 467.
65. ↑  So lange wie die Gesellschaft zur Beförderung gemeinnütziger Tätigkeit die Anstalten die zur Rettung im Wasser Verunglückter eingerichtet waren, unterhielt, erteilte sie jenen, die sich bei der Rettung von Menschen besonders hervorgetan hatten, außer Geldgeschenken auch Ehrenmedaillen. Seit 1881 lag die Zuständigkeit in den Händen der Polizeibehörde. Medaillen konnte diese erst nach deren Stiftung durch den Senat wieder vergeben.
66. ↑  91. Rettungs-Medaille. In: Lübeckische Blätter, 23. Jahrgang, Nummer xx, Ausgabe vom xx. Februar 1881, S. 91.
67. ↑  St. Paul ist die Hauptstadt des US-Bundesstaates Minnesota.
68. ↑  Georg Dietrich Dahlberg in der Datenbank Find a Grave

| Personendaten    | Personendaten                       |
| ---------------- | ----------------------------------- |
| NAME             | Dahlberg, Ferdinand                 |
| ALTERNATIVNAMEN  | Dahlberg, Gottlieb Johann Ferdinand |
| KURZBESCHREIBUNG | Lübecker Kaufmann und Politiker     |
| GEBURTSDATUM     | 9. Dezember 1821                    |
| GEBURTSORT       | Lübeck                              |
| STERBEDATUM      | 10. April 1891                      |
| STERBEORT        | Lübeck                              |